# Tīna Graudiņa
Tīna Laura Graudiņa (Riga, 9 de março de 1998) é uma jogadora de voleibol de praia da Letônia.

## Carreira
A atração pelo desporto ocorria desde nova, dedicou-se seis anos no atletismo no Heptatlo, depois quando cursou ciência política já aspirava a carreira profissional no vôlei de praia, ingressou na USC em 2018, defendeu o as cores do time de vôlei de praia ao lado de Abril Bustamante vencendo 31 partidas com apenas duas derrotas terminaram na primeira posição nacional e eleitas como a dupla do ano na Volleyball Magazine/Sand Socks, além de entrarem para o primeiro time nacional, foi a caloura do ano, caloura do ano da Conferência Pacific-12, fazendo parte também do primeiro time de todas as conferências entre outras nomeações.
No ano de 2013 começou a parceria com Anastasija Kravčenoka.Em 2014 ao lado de Linda Gramberga defendeu seu país na edição do Campeonato Mundial de Voleibol de Praia Sub-17 em Acapulco obtendo a medalha de bronze.
Formando dupla com Paula Neciporuka conquistou o título do Campeonato Europeu Sub-18 de 2015 em Riga, e terminaram na quinta posição no Campeonato Mundial Sub-19 em 2016 sediado em Lárnaca e na nona colocação na edição do Campeonato Mundial Sub-21 de 2016 realizado em Lucerna.Já na edição do Mundial Sub-21 de 2017 em Nanquim esteve com Anastasija Kravčenoka e terminaram na quinta posição, mesma posição que ocuparam na edição do Campeonato Europeu Sub-22 no mesmo ano sediado em Baden.
Em 2016 disputou em Salonica a edição do Campeonato Europeu Sub-22 com Anastasija Kravčenoka e conquistaram a medalha de ouro e na edição de 2018 em Jūrmala conquistaram o vice-campeonatoe em 2016 atuou como ponteira na seleção letã de voleibol de quadra (indoor) no Campeonato Europeu Sub-19terminando na décima quinta posição.

## Títulos e resultados
- Challenge de Recife do Circuito Mundial de 2024
- Elite 16 de Gstaad do Circuito Mundial de 2024
- Elite 16 de Ostrava do Circuito Mundial de 2024
- Elite 16 de Doha do Circuito Mundial de Vôlei de Praia de 2024